# هيو فويكس
هيو فويكس (بالإنجليزية: Hugh Foulkes)‏ (13 أبريل 1909 في المملكة المتحدة - 1981) هو لاعب كرة قدم بريطاني (وحمل سابقاً جنسية المملكة المتحدة لبريطانيا العظمى وأيرلندا) في مركز الظهير. شارك مع منتخب ويلز لكرة القدم. أما مع النوادي، فقد لعب مع نادي لاندودنو ووست بروميتش ألبيون ونادي غيلفورد سيتي ودارلينجتون إف سى.

## وصلات خارجية
- هيو فويكس على موقع قاعدة بيانات كرة القدم.إي يو (الإنجليزية)